# José María Pérez Lara
José María Pérez Lara ( * Jerez de la Frontera, España, 23 de noviembre de 1841 - Jerez de la Frontera, 26 de abril de 1918) fue un naturalista español.

## Biografía
En 1852 inicia sus estudios de bachiller en el Instituto Provincial de Segunda Enseñanza de Jerez, pero los termina en Sevilla donde obtiene el título de Bachiller en Arte en 1862
Una vez finalizado éstos vuelve a Sevilla donde se matricula en Derecho. Carrera que no llega a concluir.
En 1865 contrae matrimonio con Concepción Lila y Tosquiella, con la que tuvo veintidós hijos.
De su actividad como naturalista y botánico hay que mencionar su destacada labor en el Congreso Internacional de Botánica celebrado en Génova en 1892, formando parte de una Comisión Internacional de 30 miembros para tratar de la unificación de la nomenclatura botánica.
En su ciudad natal ejerció una importante actividad como Vicepresidente de la Real Sociedad Económica de Amigos del País, así como Secretario de la sección de Ciencias Física y Naturales en la Sociedad de Ciencias, Letras y Artes.
Fue nombrado por el Ayuntamiento Director honorario de los parques y jardines de la ciudad de Jerez.
Entre otro cargos, ejercidos a lo largo de su vida, reseñar que fue socio de número de la Real Sociedad Española de Historia Natural y socio corresponsal de la Sociedad Malagueña de Ciencias Físicas y Naturales.
En 1904 fue distinguido como Comendador de la Orden Civil de Alfonso XII.
Fallecería el 26 de abril de 1918 en su casa de la calle Castilla n.º 1 a causa de una angina de pecho. 
Desde el 2006 y a propuesta de la asociación cultural jerezana, Cine-Club Popular, una calle en Jerez lleva su nombre.

## Obras
- Informe presentado al Excmo. Ayuntamiento de Jerez de la Frontera por la Comisión nombrada para el estudio de la filoxera en la provincia de Málaga. Imp. El Guadalete. Jerez,1878. Con Gumersindo Fernández de la Rosa
- Florura gaditana (seis tomos). Imp. Fortanet. Madrid, 1886-1903.[1]
- Formulario de Cocina por un jerezano que nunca fue cocinero. Imp. El Guadalete. Jerez, 1915. Reeditado por editorial Azagaya (1995), y por Padilla Libros y Editores de Libros, (2008)
- Las ordenanzas municipales de la ciudad de Jerez de la Frontera. Imp. El Guadalete, Jerez, 1918
- Bosquejo físico geográfico de la provincia de Cádiz. Imp. El Guadalete. Jerez, 1918